# سفين بيتر
سفين بيتر (بالألمانية: Sven Peter)‏ هو متزلج جماعي ألماني، ولد في 1968.